# Белкинд, Исраэль
Исраэль Белкинд (Израиль Белькинд, ивр. ישראל בלקינד‎;
11 апреля 1861, Логойск, Минская губерния, Российская империя — 28 сентября 1929, Берлин, Германия) — еврейский общественный деятель-палестинофил и просветитель, краевед, публицист, основатель движения БИЛУ.

## Биография
Исраэль Белкинд родился в 1861 году в Логойске в семье Меера Белкинда и Шифры Белкинд, урождённой Галстух (по ревизской сказке 1851 года Меер Эллевич и Шифра Шимонова Белькинд). Его отец был маскилом, сторонником движения «Ховевей Цион» и одним из первых преподавателей иврита в странах рассеяния. Другие члены семьи (в частности брат Исраэля Шимшон), как и Исраэль, прониклись идеями «Ховевей Цион» и впоследствии активно участвовали в сионистском движении. Так, сын Шимшона Нааман Белкинд стал членом подпольной организации «НИЛИ» и был казнён в 1917 году турецкими властями. Сестра — Ольга Мееровна Белькинд (в замужестве Ханкин, 1852—1943), один из пионеров заселения Эрец-Исраэль. В 1870-е годы семья жила в местечке Плещеницы Борисовского уезда.
Чтобы обеспечить детям достойное светское образование, Меер Белкинд перебрался с семьёй в Могилёв. Там Исраэль Белкинд окончил государственную гимназию на русском языке, после чего поступил в Харьковский университет. Однако еврейские погромы 1881 года на юге России разуверили его в возможности нормального будущего для евреев в этой стране. В начале 1882 года Белкинд собрал нескольких еврейских юношей и с их участием основал движение БИЛУ (ивр. ביל"ו‎, от слов «בית יעקב לכו ונלכה» — «О, дом Иакова! Придите, и пойдём»). Первоначальное название организации было аббревиатурой другого библейского стиха «скажи сынам Израилевым, чтоб они шли», но в дальнейшем оно было изменено, что, по словам Белкинда отразило сдвиг в идеологии организации от пропаганды к личным действиям в виде переезда в Палестину.
В 1882 году Белкинд в составе первой группы «билуйцев» прибыл в Палестину, в это время в составе Османской империи. Первоначально вместе со своими товарищами работал в качестве наёмного сельскохозяйственного рабочего в Микве-Исраэль. Белкинду удалось убедить управляющего Микве-Исраэль, Шмуэля Гирша, в серьёзности намерений билуйцев, которые стремились не стать ещё одними получателями денежной помощи, а заниматься самостоятельным трудом. Впоследствии он был рекомендован еврейскому филантропу Эдмону (Биньямину) Ротшильду, и тот распорядился переселить билуйцев в только что основанное поселение Ришон-ле-Цион.
Однако в Ришон-ле-Ционе отношение назначенных Ротшильдом администраторов к Белкинду и его товарищам по организации было именно таким, против которого он выступал: билуйцы рассматривались как получатели помощи. Белкинд, протестовавший против такого статуса, был в конечном счёте изгнан из Ришон-ле-Циона, его брату и сестре было запрещено предоставлять ему жильё. Он проживал в Яффе и Иерусалиме, перебиваясь случайными заработками, прежде чем осесть в Гедере. Позже, по рекомендации Шмуэля Гирша, Белкинд был назначен представителем от Гедеры в исполнительном комитете «Ховевей Цион». В качестве члена исполкома «Ховевей Цион» он поддерживал общественные протесты в Ришон-ле-Ционе против политики администрации Ротшильда, окончившиеся поражением и изгнанием лидеров протестов — в том числе Шимшона Белкинда, перебравшегося к брату в Гедеру.
После этого Исраэль Белкинд сосредоточил свои усилия на развитии еврейского национального образования. В 1889 году он основал в Яффе первую частную школу с преподаванием на иврите, среди преподавателей которой были его отец и сестра Соня. Содержание школы оказалось убыточным, и через два с половиной года она закрылась; Белкинду пришлось продать своё хозяйство в Гедере, чтобы расплатиться с долгами. После закрытия школы в Яффе он был принят на работу учителем в школе Всемирного еврейского союза в Иерусалиме и занялся составлением учебников на иврите. Среди подготовленных Белкиндом книг были задачник по арифметике, учебники всемирной истории и основ иврита, вышедшие в свет в 1896—1899 годах. В дальнейшем он также преподавал в школах Всемирного еврейского союза в Яффе и Ришон-ле-Ционе.
В 1903 году Белкинд основал при мошаве Шфия (рядом с Зихрон-Яаковом) сельскохозяйственную школу-интернат «Кирьят-сефер» с преподаванием на иврите. Первыми учащимися школы стали еврейские дети из Кишинёва, осиротевшие в результате погрома 1903 года и вывезенные Белкиндом в Палестину. Школа просуществовала около трёх лет, после чего была закрыта из-за отсутствия средств. После закрытия школы Белкинд работал в банке, а позже — директором школы в Хадере. В 1911 году начал выпуск ежемесячного журнала «Ха-меир», однако сумел издать только 11 номеров. По окончании мировой войны вернулся к идее школы-интерната и привёз в Палестину некоторое количество детей-сирот с Украины, но финансовые трудности снова не позволили реализовать этот проект.
В конце 1920-х годов Белкинд основал в Палестине издательство «Ха-меир», где выпустил ряд своих книг, написанных ранее. В том числе в 1928 году увидела свет его книга «Эрец-Исраэль сегодня», написанная по следам его путешествий по стране. В 1917 году в США вышла на идише его книга «Первые шаги заселения Эрец-Исраэль» об истории еврейского поселенческого движения в Палестине, затем другая работа на идише «Плугостроительная школа в Эрец-Исраэль — Кирьят-Сефер: её цели, история и современное положение».
В 1929 году Белкинд тяжело заболел. Он выехал на лечение в Берлин, где и скончался в сентябре того же года. Позже его прах был доставлен в Палестину и захоронен на семейном участке на кладбище в Ришон-ле-Ционе. В Тель-Авиве и Ришон-ле-Ционе существуют улицы Белкинд, хотя, возможно, они  названы в честь других членов этой же семьи.

## Публикации
- И. Белькинд. Современная Палестина в физико-этнографическом и политическом отношениях. Одесса: Издание Г. М. Левинсона, 1903. — 275 с.[14]